# Henry Street
Henry Street (18 de abril de 1863 — 12 de marzo de 1953) fue un jugador de críquet. Nació y murió en Riddings, Derbyshire.
Walton apareció en dos partidos del condado para Derbyshire en 1887, como bateador bajo-medio de la orden. Anotando un pato en su primer partido, realizó levemente mejor en su segundo, sin embargo, él no podría sostener un lugar en el equipo de Derbyshire.